# Oktiabr´skij (obwód moskiewski)
Oktiabr´skij  (ros. Октя́брьский) – osiedle typu miejskiego w Rosji, w obwodzie moskiewskim. W 2020 roku liczyło 20 073 mieszkańców.